# Carlow (Mecklenburg)
Carlow település Németországban, Mecklenburg-Elő-Pomeránia tartományban. Lakosainak száma 1236 fő (2023. december 31.).

## Népesség
A település népességének változása:
| Lakosok száma | 1190 | 1216 | 1207 | 1223 | 1226 | 1236 |
|               | 2014 | 2017 | 2019 | 2021 | 2022 | 2023 |